# قوئی-سو (شهرستان موسکوا)
قوئی-سو (به لاتین: Temen-Suu) یک منطقهٔ مسکونی در قرقیزستان است که در شهرستان مسکوفسکی، قرقیزستان واقع شده‌است. قوئی-سو ۱٬۵۵۸ نفر جمعیت دارد و ۷۳۲ متر بالاتر از سطح دریا واقع شده‌است.